# Atbaj
Atbaj, ‘Atbāy, Góry Czerwonomorskie, dawniej Itbaj – góry zrębowe w Egipcie i Sudanie, ciągnące się wzdłuż Morza Czerwonego. Najwyższym szczytem jest Dżabal Uda (2259 m n.p.m.). Są mocno rozczłonkowane suchymi dolinami uchodzącymi ku Morzu Czerwonemu i dolinie Nilu.